# Frederick Fleet
Frederick Fleet (15 tháng 10 năm 1887 – 10 tháng 1 năm 1965) là một thủy thủ, thủy thủ đoàn người Anh sống sót sau vụ đắm tàu RMS Titanic khi tàu đâm vào tảng băng trôi vào 11 giờ 40 phút tối ngày 14 tháng 4 năm 1912. Cùng với người đồng cảnh sát Reginald Lee, đang làm nhiệm vụ trên tàu Titanic khi con tàu va phải tảng băng trôi, thông báo: "Tảng băng trôi, ở ngay phía trước!"
Fleet đã nói rằng trong các cuộc điều tra sau đó về vụ chìm tàu, nếu anh ta và Lee có ống nhòm: "Chúng tôi có thể nhìn thấy nó (tảng băng) sớm hơn một chút." Khi được hỏi sớm hơn bao nhiêu, anh ta trả lời, "Chà, đủ để tránh đường." Trong cuộc sống sau này, Fleet đã trầm cảm và tự sát bằng hình thức treo cổ vào tháng 1 năm 1965.